# U.S. Route 43
U.S. Route 43 (ou U.S. Highway 43) é uma autoestrada dos Estados Unidos.
Faz a ligação do Sul para o Norte. A U.S. Route 43 foi construída em 1934 e tem 410 milhas (649 km).

## Principais ligações
Autoestrada 20/59 perto de Tuscaloosa

 US 64 em Lawrenceburg